# زاوية سيدي سالم بن مخلوف
زاوية سيدي سالم بن مخلوف أو زاوية المقراني أو زاوية سوفلات هي إحدى الزوايا في الجزائر الواقعة في بلدية المقراني بدائرة سوق الخميس ضمن ولاية البويرة، والتابعة لمنهاج الطريقة الرحمانية.

## المؤسس
مؤسس زاوية سوفلات المقراني هو الشيخ «سيدي سالم بن مخلوف» الذي استقر في منطقة القبائل خلال القرن الخامس عشر الميلادي.[بحاجة لمصدر]
فاتخذ من منطقة وادي سوفلات مستقرا له في سنة 1472م في إحدى القرى المتواجدة عند هذا المجرى المائي، وبنى بها زاويته العلمية في منطقة جنوب جبال الخشنة وجبل بوزقزة.
وكان «سيدي سالم بن مخلوف» قد أسس زاويته الأولى في باب الوادي عند المخرج الغربي لقصبة الجزائر، ثم أسس زاوية ثالثة في منطقة المعاتقة في ولاية تيزي وزو حاليا.

## ذريته
الصوفي المجاهد «أحمد الطيب بن سالم» (1802م-1846م) هو من أشهر أحفاد الشيخ «سيدي سالم بن مخلوف».
صار «أحمد بن سالم» أحد قادة المقاومة الشعبية الجزائرية ضد فرنسا حينما كان الأمير عبد القادر الجزائري يجوب الجزائر لحشد الجهود لمقاومة الاحتلال الفرنسي للجزائر، وذلك حينما استقبلته منطقة القبائل بحفاوة في سنة 1837م، وخطب فيهم وحذرهم من الطموحات الفرنسية التوسعية الاستيطانية، وطلب تأييدهم.
وكانت المرحلة التي تلت معاهدة تافنة قد شهدت توسع رقعة الدولة الجزائرية نحو الجهة الشرقية من الجزائر.

## المعمار
كانت زاوية سيدي سالم بن مخلوف في عهد مؤسسها الشيخ «سيدي سالم بن مخلوف» مبنية جدرانها بالطوب.
وفي عهد أحد أحفاده، قام المشرفون على الزاوية بإجراء بعض الترميمات والتعديلات عليها وفق النمط الحديث.

## المرافق
كانت تضم زاوية سوفلات المقراني قبل إغلاقها عدّة مرافق، أهمّها:
1. مسجد القرآن.
2. مسجد الصلاة.
3. مسجد الدروس.
4. بيوت الطلبة.
5. مخازن الحبوب.
6. مخازن الزيوت.
7. قاعات الإطعام.
8. سكنات لإقامة الزائرين.
9. مسكن شيخ الزاوية.

## نشاطها
ساهمت زاوية سوفلات المقراني في تربية سكان منطقة بني جعد منذ تأسيسها، وذلك قرب جبال بقاص.
وقد قصدها العالم محمد بن آجروم للتدريس بها خلال عام 1502م، وهو مؤلف كتاب الآجرومية.
وقد سميت منطقة بلدية قرومة، المجاورة لبلدية سوفلات المقراني، نسبة إلى الشيخ العالم محمد بن آجروم الذي ترك بصمته العلمية والصوفية في القرى المجاورة لوادي يسر أين تم إنشاء سد كدية أسردون ابتداء من عام 2002م.
وتُطلق منذ ذلك الحين صفة «القرومي» على كل قارئ قرآن ماهر حاذق، وذلك نسبة إلى العالم «الآجرومي».

## عدد الطلبة
كان الطلبة الذين يدرسون في زاوية سوفلات يتراوح عددهم ما بين 30 إلى 50 طالب قرآن في عهد المؤسس الشيخ سيدي سالم بن مخلوف.
ومعظم شيوخ الزوايا القريبة منها مع الأئمة والمؤذنين والقيِّمين قد درسوا بها، حيث بلغ عدد طلبتها 150 طالب قرآن خلال عام 1952م، جاؤوا من كل مناطق الجزائر.
ولقد كانت الزاوية صرحا شامخا ومنارا يرجع إليه أهل القرية لحل قضاياهم العالقة خصوصا فيما يتعلق بإصلاح ذات البين.

## النضال الاستقلالي الوطني
كانت «زاوية سيدي سالم بن مخلوف» في سوفلات المقراني أحد معاقل الحركة الوطنية الجزائرية.
وقد اتخذها مجاهدو الولاية التاريخية الرابعة من هذه الزاوية مركزا لهم مباشرة بعد اندلاع الثورة التحريرية في 1 نوفمبر 1954م.
وقد قام المجاهد الرائد رابح المقراني المدعو سي لخضر بتجنيد 64 قارئ قرآن من هذه الزاوية ليلتحقوا بصفوف جيش التحرير الوطني الجزائري.
وقد تم توقيف نشاطها بعد اندلاع ثورة التحرير الجزائرية حينما تم إغلاق الزاوية من طرف الاحتلال الفرنسي للجزائر الذي دمرها عن آخرها سنة 1956م مباشرة بعد انعقاد مؤتمر الصومام.
فما كان من أغلب الطلبة إلا الالتحاق بصفوف الثورة التحريرية الجزائرية كمجاهدين وقضاة شرعيين.

## شيوخ الزاوية
| رقم | الشيخ         | البداية | النهاية |
| --- | ------------- | ------- | ------- |
| 01  | سالم بن مخلوف | 1472م   | 1495م   |
| 02  | محمد بن آجروم | 1502م   | 1513م   |

## إغلاق الزاوية في 1997م
أُغلقت زاوية سوفلات المقراني في سنة 1997م، ومنذ ذلك الحين وهي تعيش إهمالا تاما أدى إلى تصدع جدرانها وسقوط سقفها، مع بقاء مئذنتها شامخة.
ويجري التحضير خلال عام 2018م من أجل إعادة ترميمها، مع بناء مرافق جديدة حولها، قصد افتتاحها من جديد ضمن المرجعية الدينية الجزائرية.

## مكتبة الصور

سوفلات المقراني في دائرة سوق الخميس
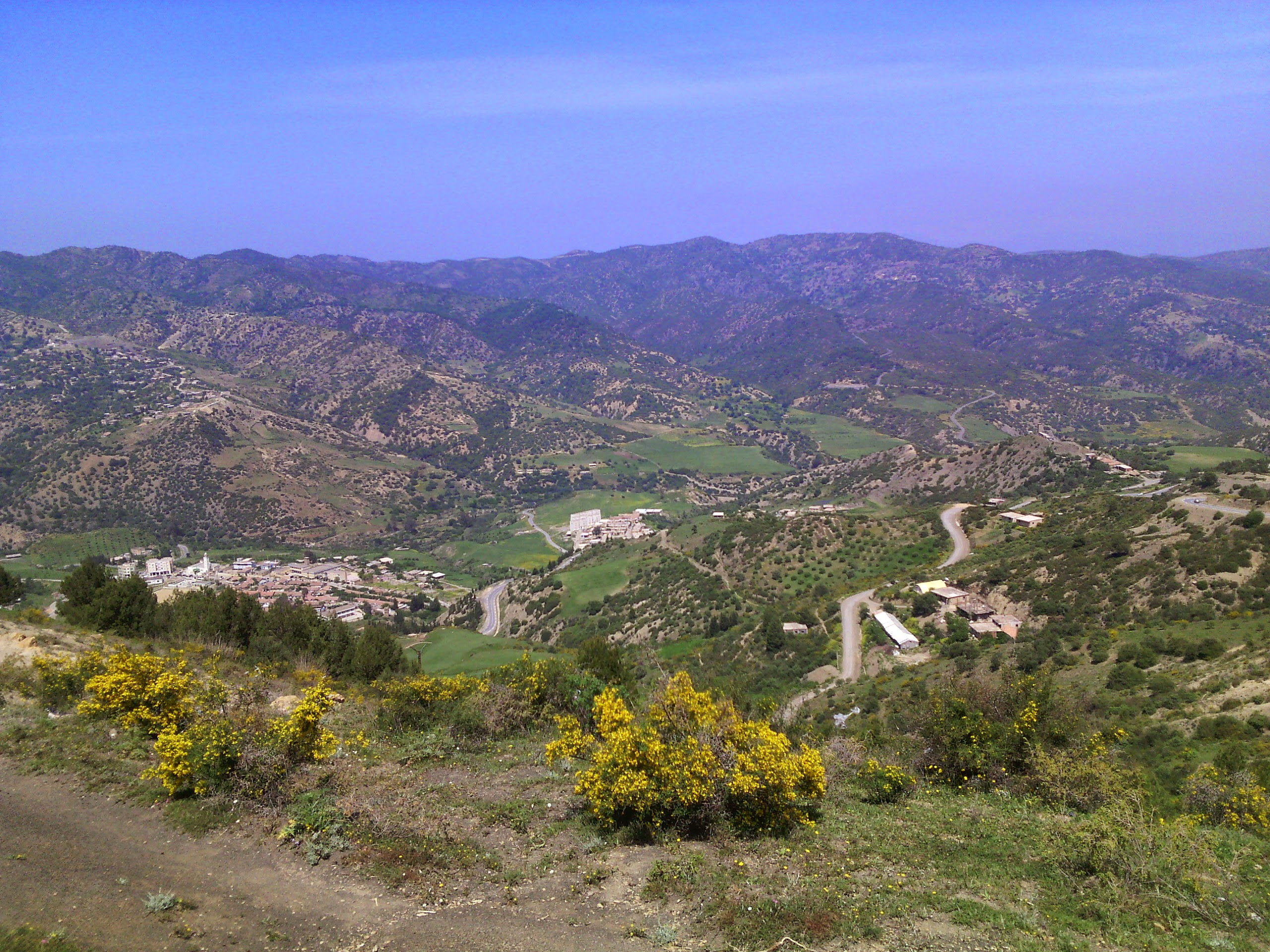
سوفلات المقراني
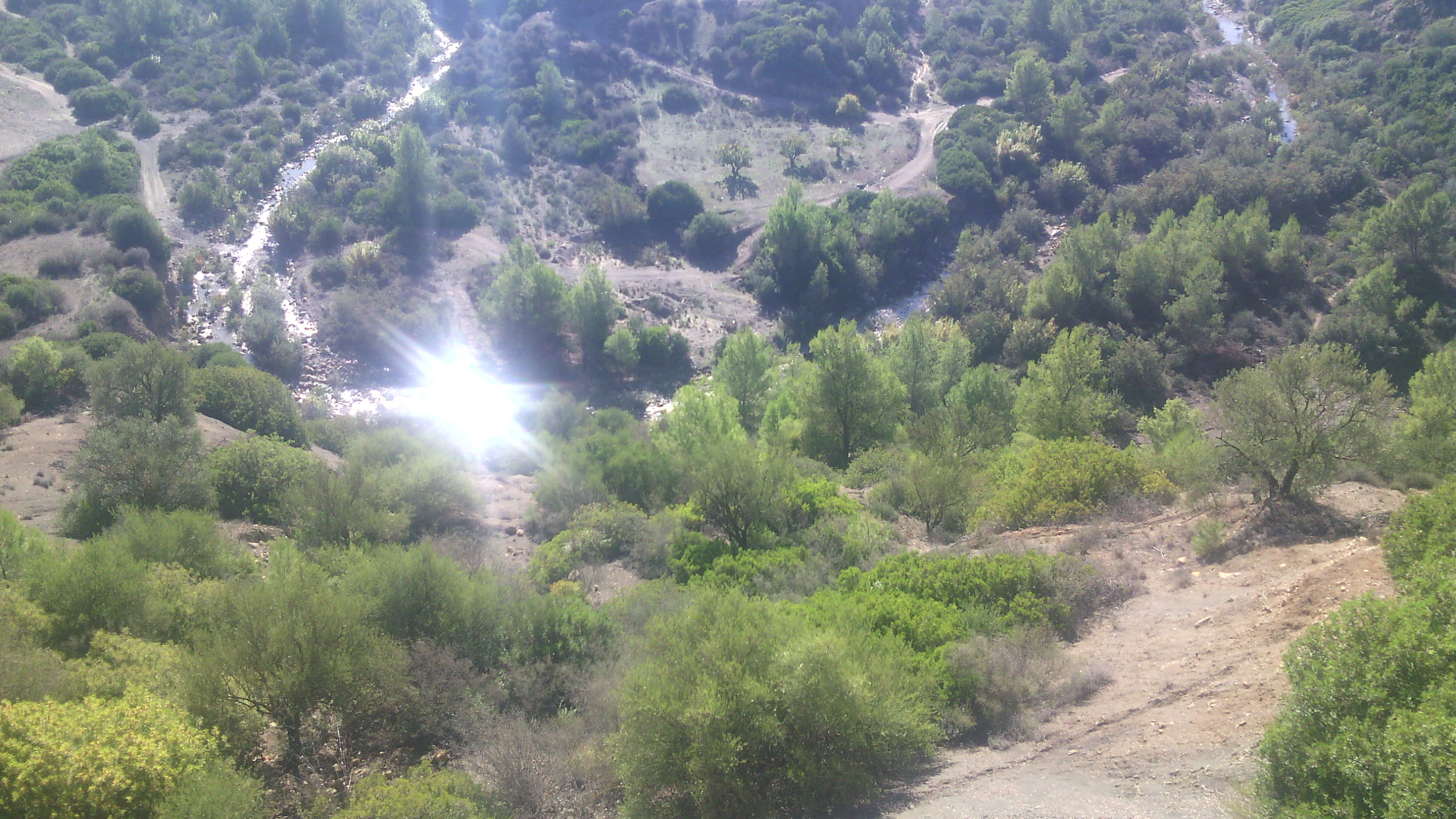
سوفلات المقراني
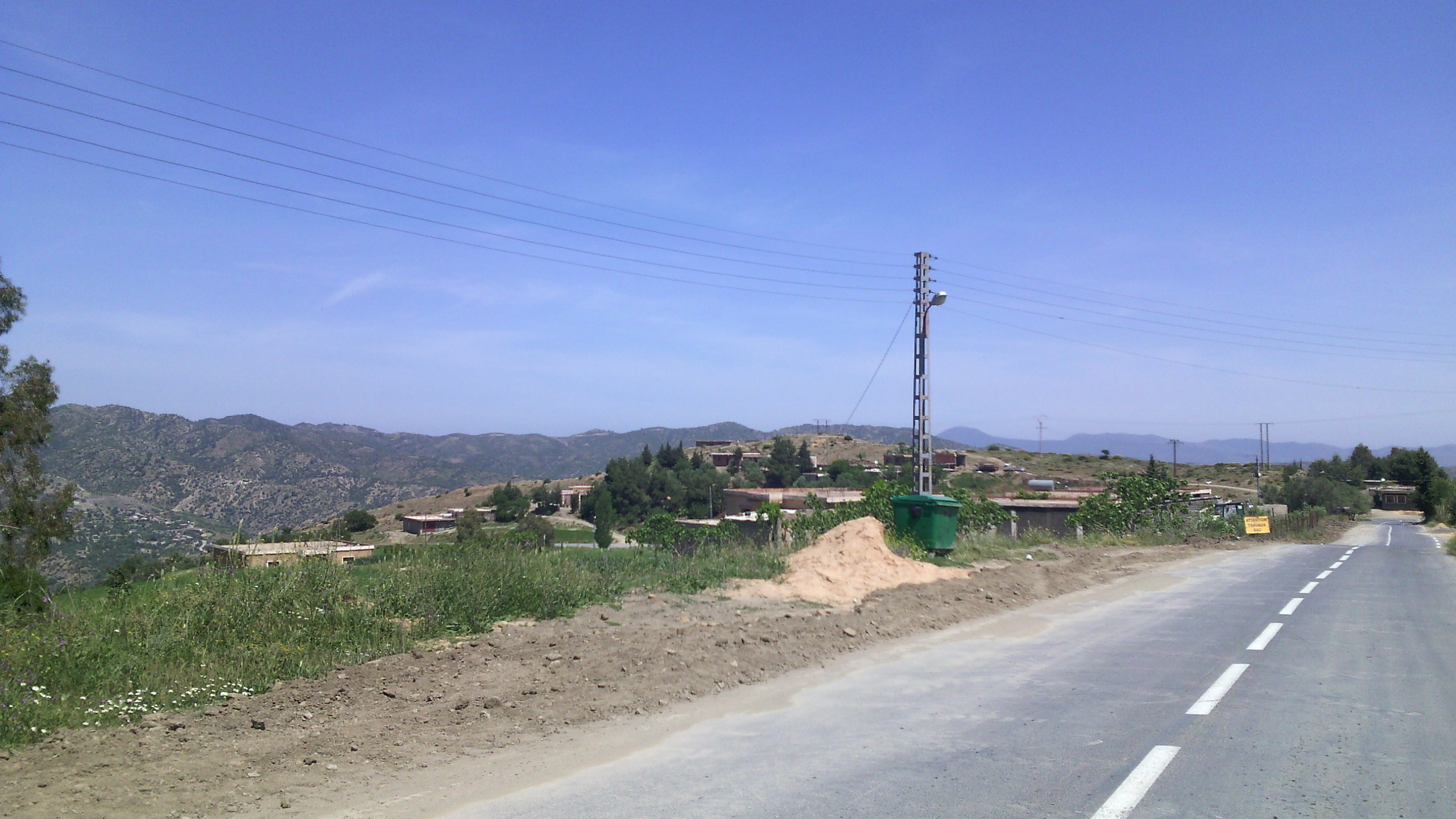
سوفلات المقراني
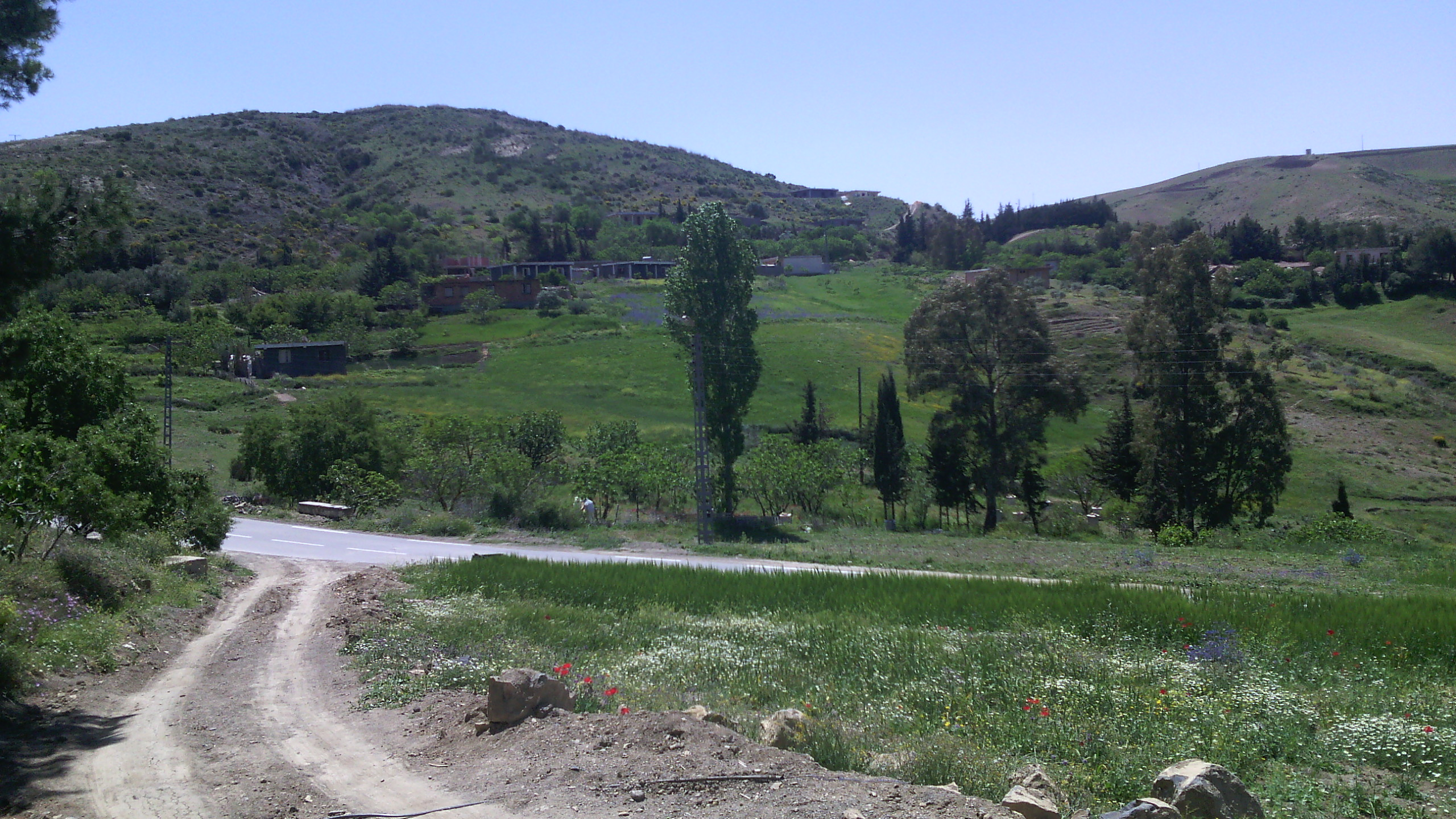
سوفلات المقراني
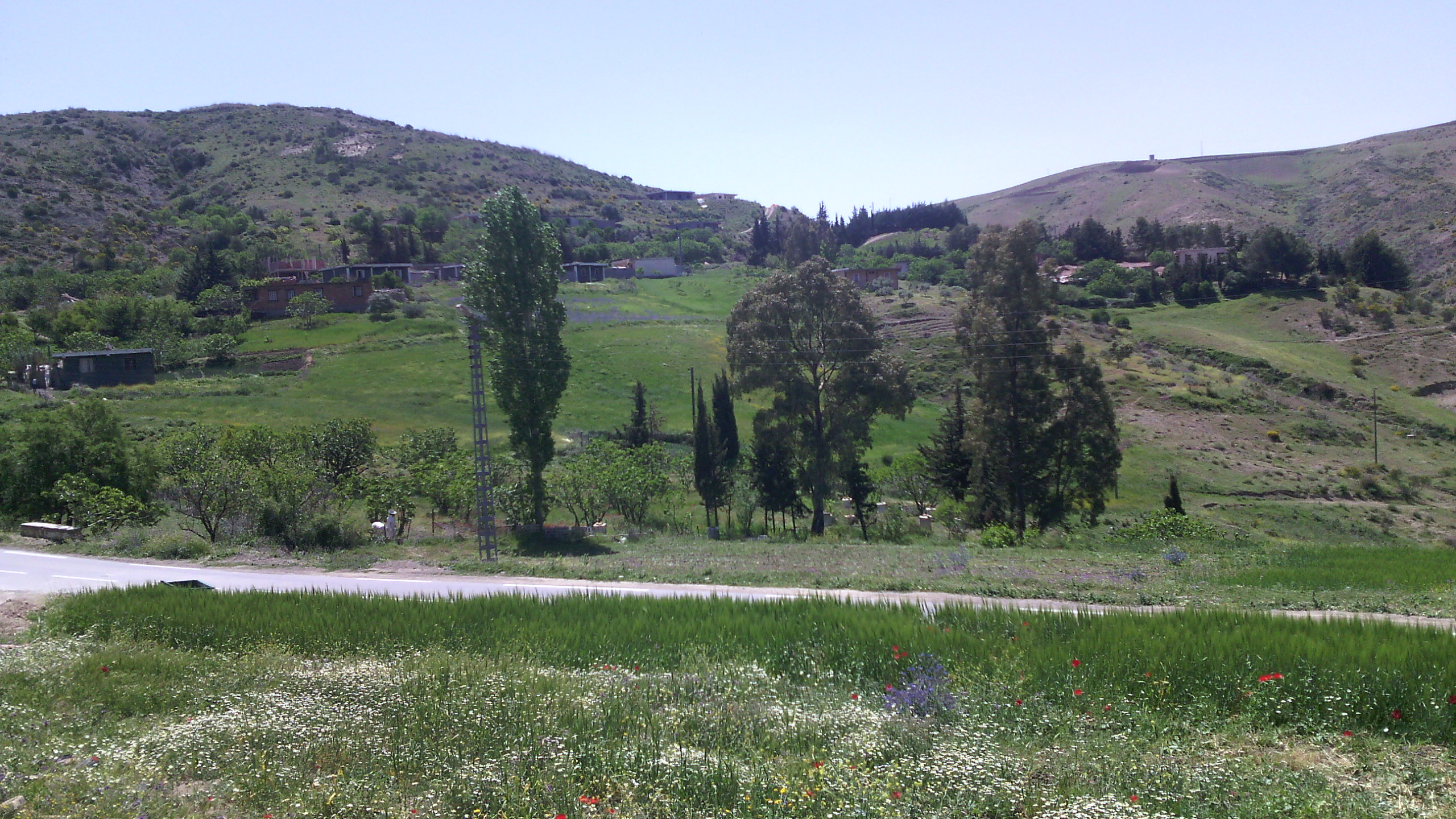
سوفلات المقراني
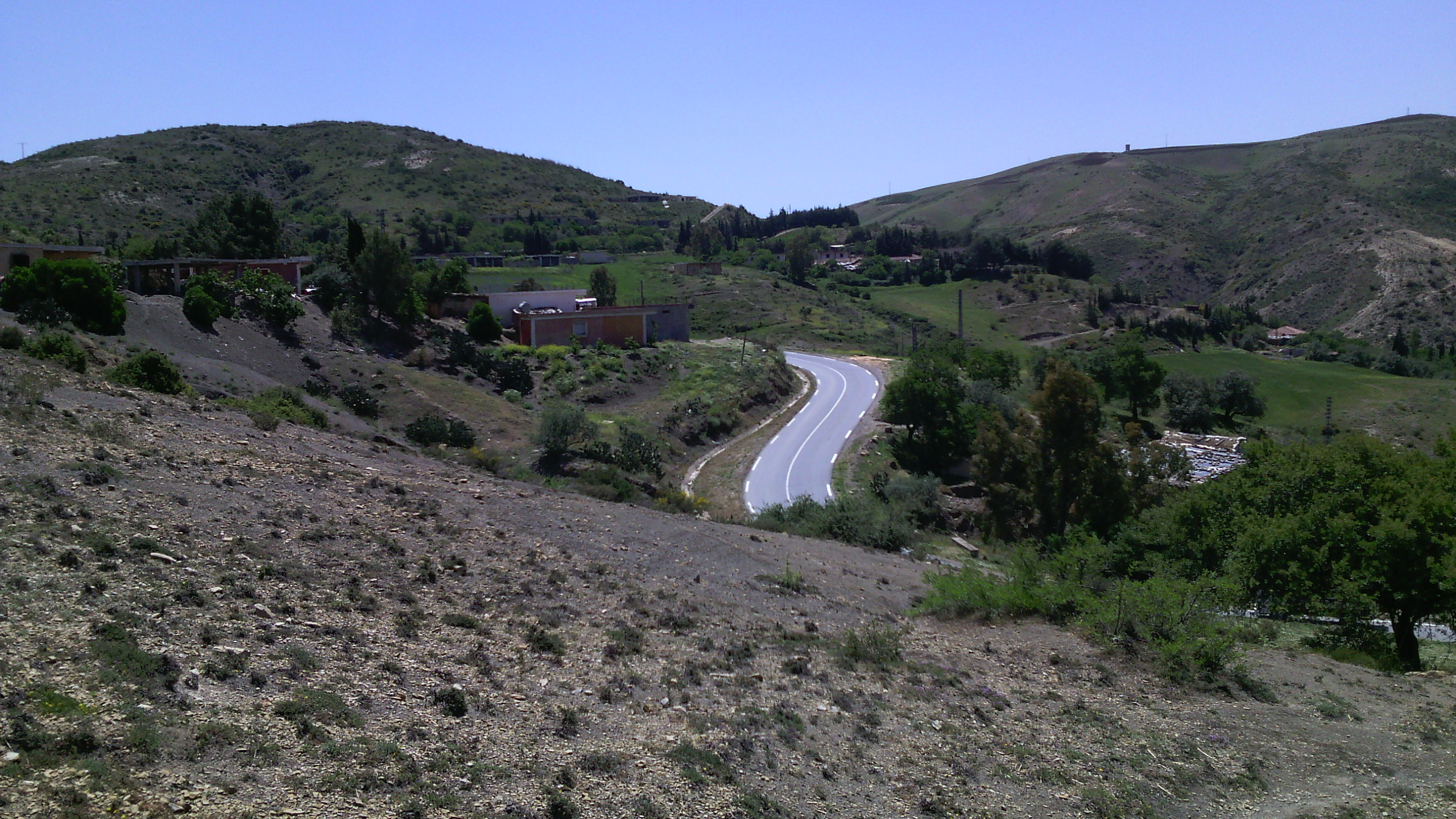
سوفلات المقراني
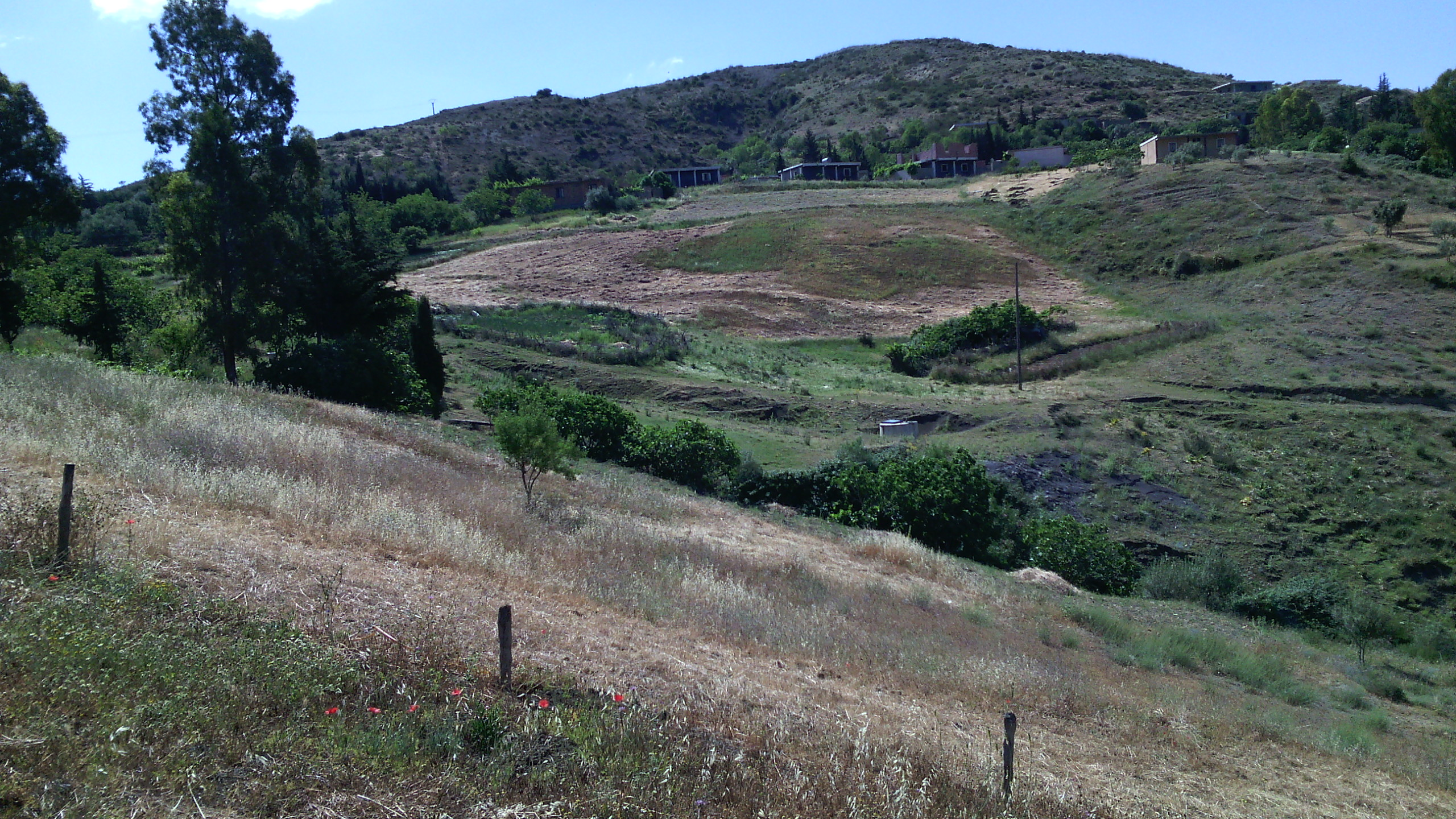
سوفلات المقراني
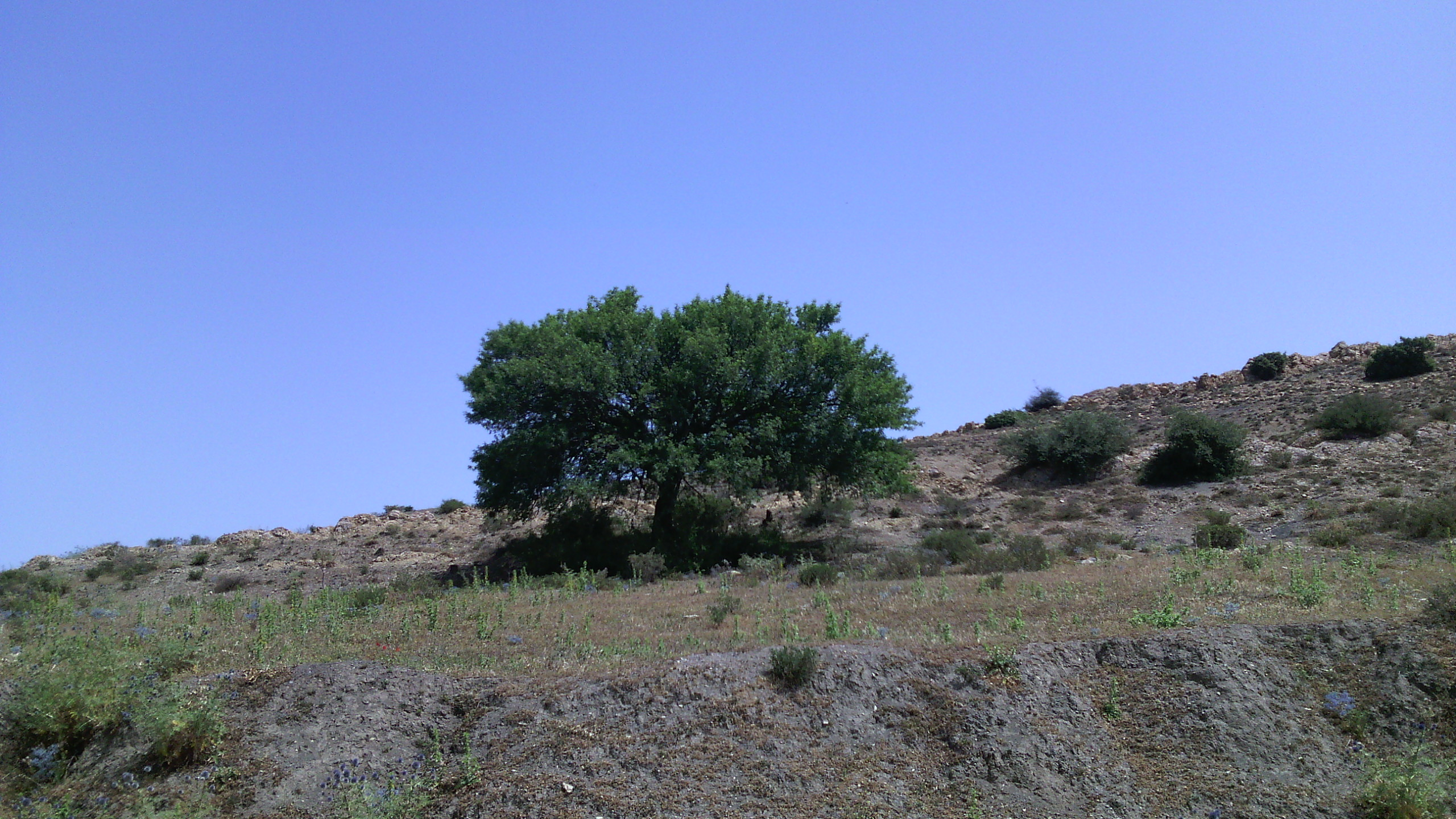
سوفلات المقراني
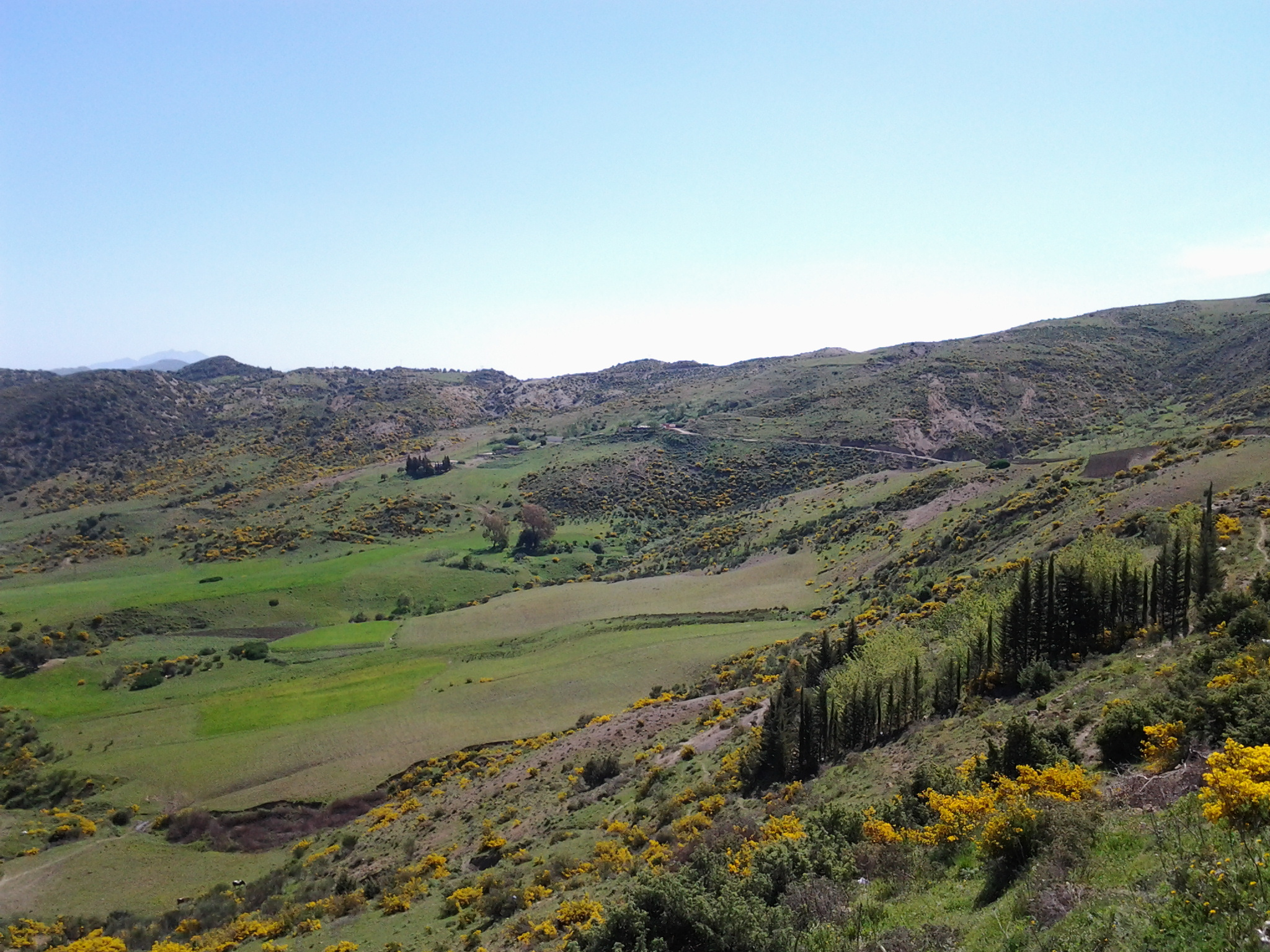
سوفلات المقراني
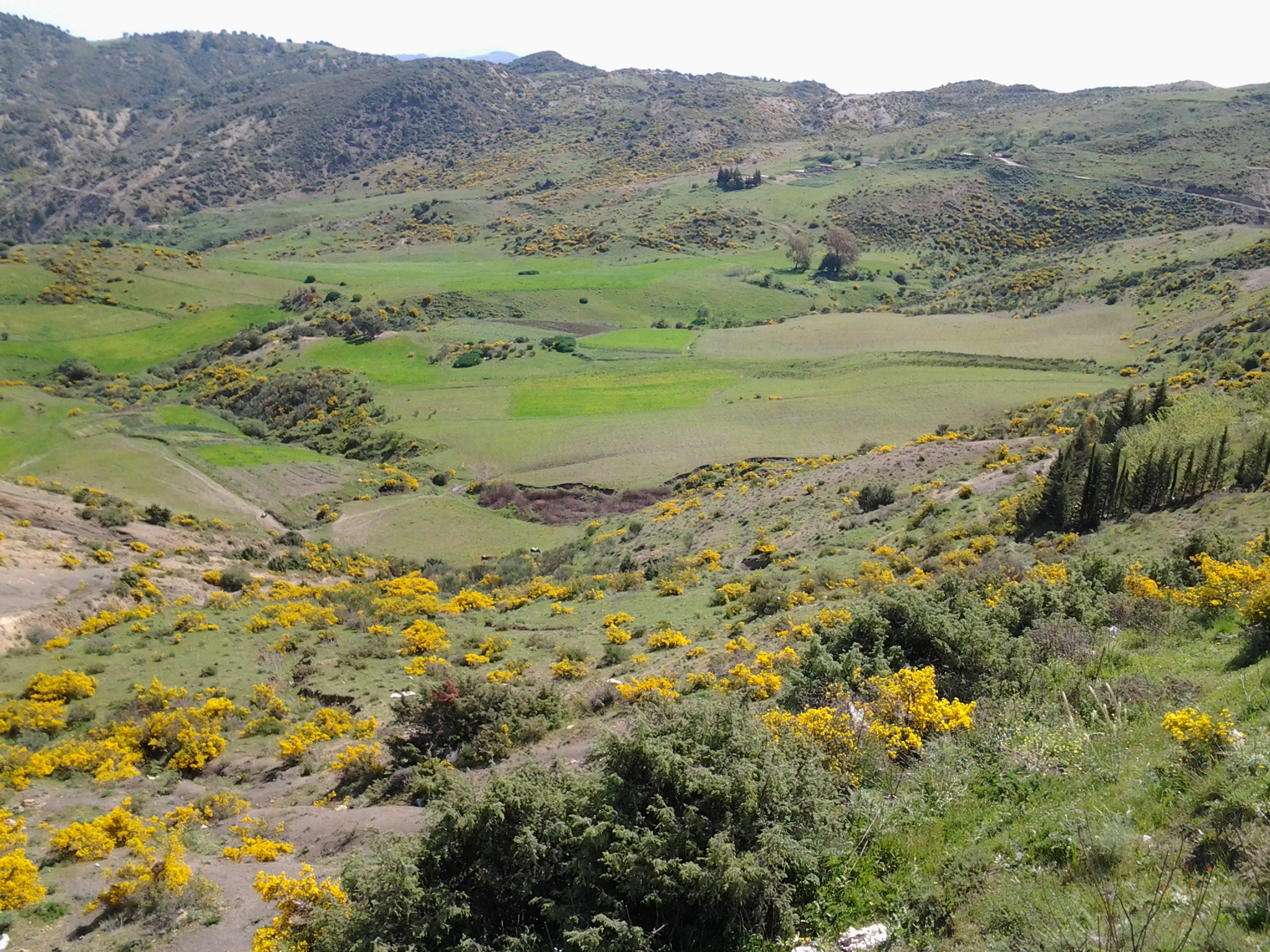
سوفلات المقراني
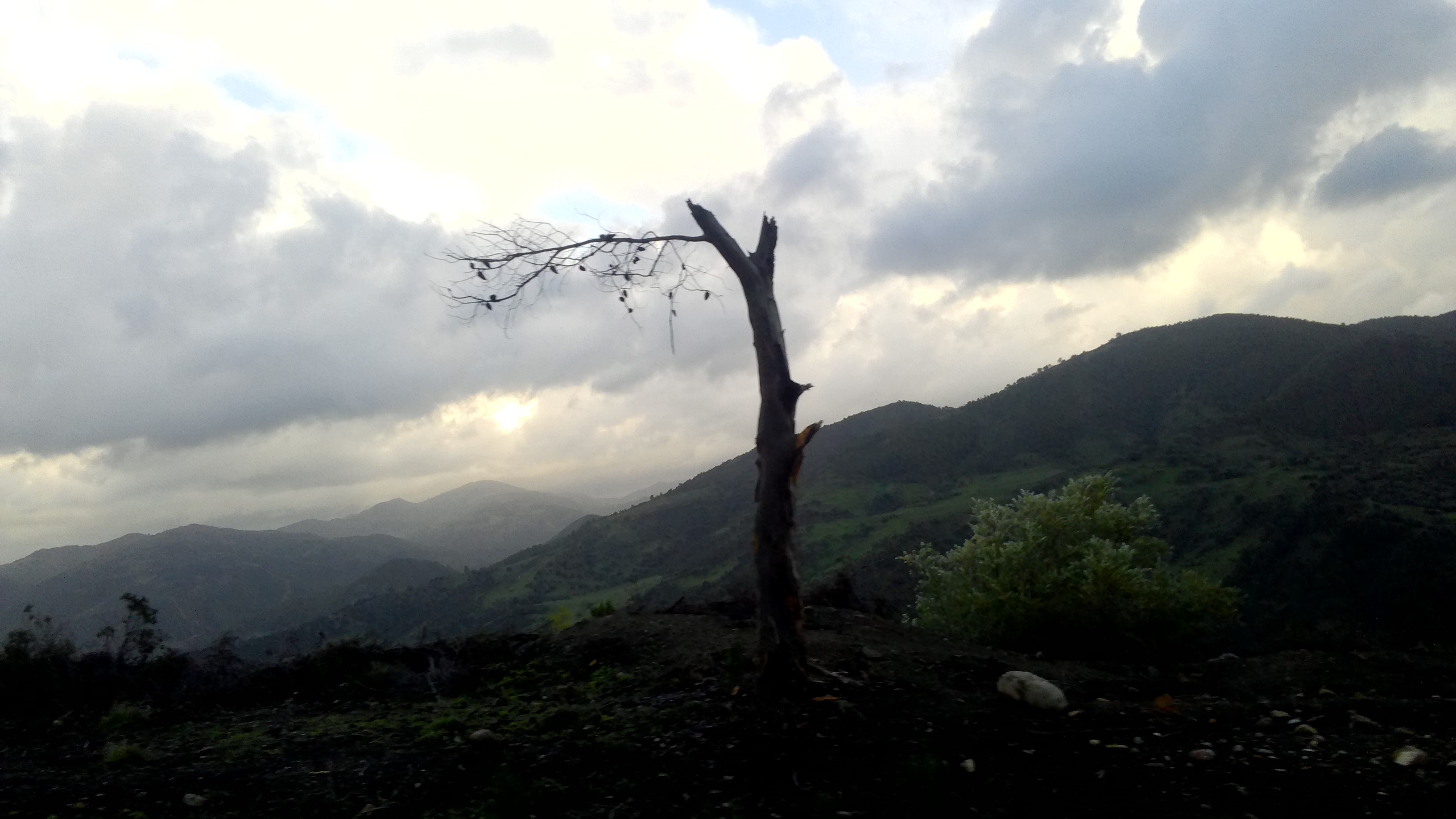
سوفلات المقراني

## الموقع
تقع «زاوية سيدي سالم بن مخلوف» على بُعد 3 كلم عن الطريق الوطني رقم 5 في ولاية البويرة وعلى بعد 3 كلم إلى الجنوب من مدينة الأخضرية، وعلى بعد 2 كلم إلى الجنوب الغربي من الطريق السيار شرق-غرب.
وهذا الموقع الرائع قرب جبال الخشنة وجبال جرجرة يجعل منه موقعا استراتيجيا.
تقع «زاوية معالة» على بعد 55 كلم إلى الشرق من مدينة الجزائر، و30 كلم إلى الجنوب من مدينة بومرداس، و48 كلم إلى الغر